# Комплекс виробництва добрив у Тромбеї
Комплекс виробництва добрив у Тромбей – підприємство індійської хімічної промисловості, майданчик якого знаходиться у східній частині агломерації Мумбаї.
Розвиток майданчику почався у 1965 році із запуску лінії виробництва аміаку, який в подальшому використовували для продукування 99 тисяч тон сечовини. В 1970-му на лінії аміаку стався потужний вибух, що на певний час призвів до роботи заводу на мінімальних показниках.
Частину аміаку перетворювали на нітратну кислоту та амоній, комбінація яких дозволяла отримувати  аміачну селітру (нітрат амонію) – азотний компонент для виробництва нітроамофоски (комплексне азотно-фосфорно-калійне добриво). Фосфорний компонент нітроамофоски – фосфорну кислоту – продукували із імпортованих фосфоритів (Індія практично не володіє родовищами цих корисних копалин) та виробленої на майданчику сірчаної кислоти. В той же час, калійний компонент потрібно було імпортувати. Потужність майданчику по нітрамофосці становила 240 тисяч тон на рік.  
У другій половині 1970-х ввели в експлуатацію ще дві черги. Тромбей IV продукувала 355 тисяч тон нітроамофосу (азотно-фосфорне добриво), для чого в її складі було виробництво нітратної кислоти продуктивністю 250 тисяч тон на рік. Аміак в обсягах у 100 тисяч тон отримували від черги Тромбей V, яка мала потужність по цьому продукту на рівні 300 тисяч тон на рік. Інший аміак п’ятої черги використовували для продукування 280 тисяч тон сечовини. 
Первісно виробництва аміаку споруджувались із розрахунку на використання важких фракцій нафти та газів нафтопереробки (що могли надходити із розташованих у Тромбей двох нафтопереробних заводів компаній BPCL та HPCL). В 1978-му неподалік почав роботу комплекс підготовки нафти та газу Уран, який працював із продукцією найбільшого індійського нафтового родовища Мумбаї-Хай. Звідси по перемичці завдовжки 13 км з діаметром 450 мм підготований газ подали на майданчик заводу добрив у Тромбей, що дало можливість продукувати аміак на основі блакитного палива.
Станом на 2020 рік потужність підприємства становила 331 тисяча тон сечовини, 420 тисяч тон комплексного добрива (містить по 15% азоту, фосфору та калію) та 140 тисяч тон аміачної селітри, а також 33 тисячі тон концентрованої нітратної кислоти. При цьому лінія сечовини працювала практично на номінальній потужності, тоді як використання блоку комплексних добрив становило 128% – 136%, а установки сірчаної кислоти – лише від 19% до 56%. Зазначені показники враховували те, що ще в 1994/1995 бюджетному році з міркувань захисту довкілля довелось зупинити першу установку з випуску сечовини. Належна до неї лінія аміаку також в якийсь момент була виведена з експлуатації, проте на початку 2020-х її повернули до роботи. Крім того, з 2015 по 2021 роки простоювала лінія з випуску фосфорної кислоти, яка має продуктивність на рівні 30 тисяч тон на рік.
В 2022-му оголосили про збільшення потужності з випуску комплексних добрив із 1500 тон на добу (відповідає рівню у 130% від номінальної потужності у 420 тисяч тон на рік) до 2200 тон на добу. 
Допоміжне виробництво сірчаної кислоти, яке ввели в дію у 1977 році, до 1997-го мало потужність у 200 тон на добу, після чого перейшло на нову технологію зі збільшенням продуктивності до 300 тон на добу.
Окрім добрив комплекс також продукує метанол. Станом на початок 1970-х потужність майданчику по цьому продукту становила 30 тисяч тон на рік. Наприкінці 2010-х завод міг продукувати 242 тони метанолу на добу (88 тисяч тон на рік за умови постійної роботи без зупинок на обслуговування обладнання). 
Необхідну технологічну воду завод отримує шляхом очищення стічних вод Мумбаї. Станом на початок 2020-х комплекс у Тромбей міг щоденно переробляти 45 млн літрів із випуском 30 млн літрів підготованої води, з яких 40% мав отримувати нафтопереробний завод компанії BPCL.
Для забезпечення енергетичних потреб майданчик має власну електростанцію із газовими турбінами, що живлять котли-утилізатори, які виробляють пару.
Первісно майданчик у Тромбей належав державній Fertilizer Corporation of India. Наразі його власником є компанія Rashtriya Chemicals and Fertilizers Limited (RCFL), найбільшим власником якої з часткою у 75% є держава.